# Supreme Ruler: Cold War
Supreme Ruler: Cold War — компьютерная стратегическая игра, разработанная компанией BattleGoat Studios. Игра была анонсирована 19 августа 2010 года в рамках Gamescom издателем Paradox Interactive. Выпуск игры состоялся 19 июля 2011 года. Действие разворачивается во время Холодной Войны с конца ВМВ до начала 90-х годов. Основная кампания даёт игроку возможность играть за одну из двух сверхдержав — США или СССР, тогда как в режиме песочницы можно выбрать любую страну из представленных в игре.

## Разработка
Это третья игра BattleGoat Studios в серии Supreme Ruler, следующая после Supreme Ruler 2010 2005 года и Supreme Ruler 2020 2008 года. Главным нововведением является система сферы влияния. Также была усовершенствована симуляция военной промышленности, экономики и дипломатии.